# Departament San Jerónimo
San Jerónimo és un departament en la província de Santa Fe (Argentina), la capçalera de la qual és la ciutat de Coronda, on es troba la parròquia San Jerónimo d'Estridón, que va donar origen al nom del territori.
El Departament San Jerónimo ja existia com a tal abans de 1883. Del seu territori s'han desmembrat els departaments de Iriondo i San Martín.

## Població
Segons estadístiques del IPEC en 2007 tenia 81.346 habitants.

## Districtes
- Arocena
- Barrancas
- Bernardo de Irigoyen
- Campo Piaggio
- Casalegno
- Centeno
- Coronda
- Desvío Arijón
- Díaz
- Gaboto
- Gálvez
- Gessler
- Larrechea
- Loma Alta
- López
- Maciel
- Monje
- Pueblo Irigoyen
- San Eugenio
- San Fabián
- San Genaro